# Мищенко, Михаил Сергеевич
Миша Мищенко (полное имя Михаи́л Серге́евич Ми́щенко; род. 9 февраля 1989, Москва) — российский композитор, мульти-инструменталист и саунд-продюсер. Начал свою карьеру в 15 лет в качестве клавишника в группе Evendice, вскоре написал свой первый фортепьянный альбом Side of late autumn, после Мищенко начал добавлять в свои произведения другие стили, включая эмбиент, поп-музыку, этническую и народную музыку.  Его работы отличаются интеграцией звуков электронной музыки с традиционными оркестровыми аранжировками и добавлением этнических инструментов.
Идеолог и создатель музыкального лейбла полного цикла Roomtone Records.

## Биография
В 3 года мама купила первый музыкальный инструмент Мищенко - мелодику.
Родился 9 февраля 1989 года в Москве. Окончил Школу Искусств им. Поленова (по классам фортепиано и пения) и Московский университет имени С. Ю. Витте. Первый EP Side of late autumn выпустил в 2006 году.
В 2005—2011 играл в группах: Evendice, The Sqwishy и т. д. Сотрудничал в качестве сессионного музыканта с Гуфом, Митей Фоминым и т. д.
В 2011 году впервые написал музыку для фильма In A Sense.
В 2012 году Миша Мищенко стал резидентом московского лейбла Flowers Blossom In The Space.
В 2013 году в программе Каннского фестиваля была показана исландская короткометражка Painted Dream с музыкой Миши Мищенко.
В 2015 году на фестивале International Filmmaker Festival of World Cinema получил награду в номинации Best Music in Film за работу в картине Someone. В этом же году фильм Lies Beneath the Nightshade, музыка для которого была написана Мищенко, получил Official Selection в Savannah Film Festival.
В 2016 году основал лейбл Roomtone Records, в рамках которого занимается саунд-продюсированием.
В 2017 году первым из молодых композиторов сделал концерт с симфоническим оркестром и хором. Презентация прошла в Большом зале Академии им. Гнесиных 30 марта. В концерте приняли участие оркестр под руководством Арсена Бадерхана и хор ГМПИ им. Ипполитова-Иванова.
В 2018 году написал музыку для спектакля «Реверс» Московского Театра Мюзикла (в спектакле в качестве хореографа задействована хореограф Cirque du Soleil Дебра Браун). Вслед за этим выпусти совместно с Библиотекой ароматов духи Piano к альбому Kokkoro.
В 2011—2018 гг. Мищенко издал более двух десятков авторских альбомов. Выступал на одной сцене с Бенджамином Клементином, музыкантом Оулавюром Арнальдсом, группами Múm, Blue Foundation, I Am Waiting for You Last Summer и Race to Space, исполнителем Mujuice, поэтессой Ах Астаховой, певицами Манижей, арфистом Александром Болдачёвым, певцом SunSay и другими.
География выступлений композитора включает в себя, как города России, так и страны СНГ, а также такие города Европы и Азии, как Гонконг, Гамбург, Ханой, Берлин, Париж, Тбилиси, Флоренция и т. д.
С детства интересовался различными музыкальными инструментами, ходил после музыкальной школы на дополнительные занятия оперного пения, барабаны и на акустическую гитару, после многих лет интерес к новым музыкальным инструментам у Мищенко продолжился, во время записи различных альбомов использовал аккордеон, перкуссию, виолончель, а также ряд этнических инструментов: ханг, мексиканскую гитару чаранго, китайский гуджин, африканскую калимбу и другие.
В 2019 году Написал музыку для международного события WorldSkills Kazan 2019.

## Мировозрение
Мищенко сказал: "Я надеюсь, что в моей музыке люди найдут что-то, что поможет им в жизни и даст новое видение для размышления и вдохновения."

## Дискография

### Студийные альбомы
- 2011 — Awakening to Love
- 2012 — Opus For Poet
- 2013 — Cross Country
- 2013 — Soundtrack for life (Compilation)
- 2013 — Strákur sem spilar með vindi
- 2013 — Unseen Dreams
- 2014 — Road Home
- 2014 — Somnipedie
- 2015 — Songs Of The Dead Dragons
- 2015 — Nubus
- 2015 — Metanoia
- 2015 — Piano
- 2017 — Parallels[5]
- 2018 — Эксергия
- 2019 — Kokkoro
- 2019 — Neopolyscassa

### Синглы
- 2009 — 11 hearts

### EP
- 2006 — Side of late autumn
- 2010 — Vor
- 2011 — Soundtrack for life
- 2013 — Sátt á sviðum
- 2013 — Core (feat. MANIZHA)
- 2014 — In pursuit of light

### OST
- 2013 — Les'-Somnia

## Сотрудничество
- Путешествие вглубь себя  -  LP (2018) с Ах Астахова
- Core - LP (2013) с Манижей
- Track B -  (2018) с Mujuice
- Журавли -  (2018) с Mujuice
- Obscure - EP (2019) c Денис Стельман

## Фильмография
Музыка Мищенко звучит в следующих фильмах:
- 2011 — In A Sense
- 2013 — Грёзы
- 2013 — Painted Dream
- 2015 — Someone
- 2015 — Lies Beneath the Nightshade
- 2016 — Золотая свадьба
- 2016 — Он был его другом
- 2017 — Тлена нет
- 2017 — Песнь для живых
- 2018 — Нет
- 2018 — 100 лет дизайна
- 2022 — Сестры

## Награды
- 2015 — награда Best Music in Film на International Filmmaker Festival of World Cinema (London) за музыку к фильму Someone
- 2015 — награда Official Selection на Savannah Film Festival за музыку к фильму Lies Beneath the Nightshade
- 2018 — Золотая Горгулья в номинации «Арт-проект» [6]